# Перхлорат калия
Перхлора́т ка́лия, хлорноки́слый ка́лий — химическое соединение, калиевая соль хлорной кислоты с формулой KClO4, очень сильный окислитель. Часто используется аббревиатура ПХК.

## Общие сведения
Бесцветное кристаллическое вещество, кристаллы имеют ромбическую (β-) форму. При 299,5 °C происходит переход в кубическую (α-) форму. Температура плавления 610 °C. Молекулярная масса 138,55 а. е. м.Плохо растворим в воде -  2,03 г на 100 г воды при 25 градусах Цельсия. Негигроскопичен, в отличие от почти всех перхлоратов.

## Химические свойства
- Перхлорат калия как окислитель может взаимодействовать с широким кругом горючих веществ, например, с глюкозой:

{\displaystyle {\mathsf {3KClO_{4}+C_{6}H_{12}O_{6}\rightarrow 6H_{2}O+6CO_{2}\uparrow +3KCl}}}
- Разлагается при нагревании до хлорида калия при участии катализатора MnO2:

{\displaystyle {\mathsf {KClO_{4}{\xrightarrow[{}]{550-620^{o}C}}KCl+2O_{2}}}}
- Образует хлорную кислоту при нагревании в вакууме с концентрированной серной кислотой[1]:

{\displaystyle {\mathsf {2KClO_{4}+H_{2}SO_{4}{\xrightarrow[{}]{160^{o}C}}K_{2}SO_{4}+2HClO_{4}\uparrow }}}

## Получение
Обменная реакция перхлората натрия с хлоридом калия:
{\displaystyle {\mathsf {NaClO_{4}+KCl\rightarrow KClO_{4}+NaCl}}}
Электролиз или осторожное нагревание хлората калия:
{\displaystyle {\mathsf {4KClO_{3}{\xrightarrow[{}]{400^{o}C}}3KClO_{4}+KCl}}}

## Применение
Основные способы применения перхлората калия связаны с его окисляющими свойствами:
- в фейерверках
- в твёрдых ракетных топливах
- в составе взрывчатых веществ — перхлоратитов
- в воспламенителях
- в хлопушках
- в петардах

В современных твёрдых ракетных топливах и взрывчатых веществах практически не используется, взамен него применяют перхлорат аммония.
В медицине перхлорат калия используется как средство от токсического зоба и как радиопротектор, выпускается в виде таблеток по 0,25 грамма.

### Калориметрия
Перхлорат калия используется как химический стандарт для калибровки калориметров по температуре и теплоемкости. 